# Hubertky
Hubertky jsou plochý vrchol v Krušných horách, ležící necelé 2 km severozápadně od Božího Daru na česko-německé hranici (z české strany jde o katastrální území Ryžovna). Vrchol je zalesněný převážně smrkovými porosty a je zcela bez výhledu.

## Okolí
Asi 300 m východně od vrcholu je turistický hraniční přechod, od kterého vede k vrcholu průsek.
Jižním úbočím Hubertek vede silnice mezi Božím Darem a Horní Blatnou, kterou kopíruje Blatenský vodní příkop postavený v letech 1540 až 1544, který přivádí vodu z Božídarského rašeliniště přes Ryžovnu a Horní Blatnou do Blatenského potoka.

## Přístup
Na vrchol nevede žádná značená cesta. Nejlépe přístupný je po cyklostezce č. 2008 z Božího Daru na severozápad. Z ní po 1700 m odbočuje doprava neznačená cesta k turistickému hraničnímu přechodu, od kterého vede na západ hraniční průsek, který po asi 300 m prochází i vrcholovou plošinou.
Nejvyšší bod na českém území leží na státní hranici ve výšce 1031 m, samotný vrchol se nachází přibližně 50 m za hranicí a je jen nepatrně vyšší (1032 m n. m.).